# پتری (دهانه)
پتری یک دهانه برخوردی در ماه‌ است.

## دهانه‌های اقماری
این دهانه ۱ دهانه اقماری دارد.
| Petrie | عرض جغرافیایی | طول جغرافیایی | قطر          |
| ------ | ------------- | ------------- | ------------ |
| U      | ۴۵.۶° N       | ۱۰۶.۳° E      | ۲۰.۰ کیلومتر |